# Przednawie

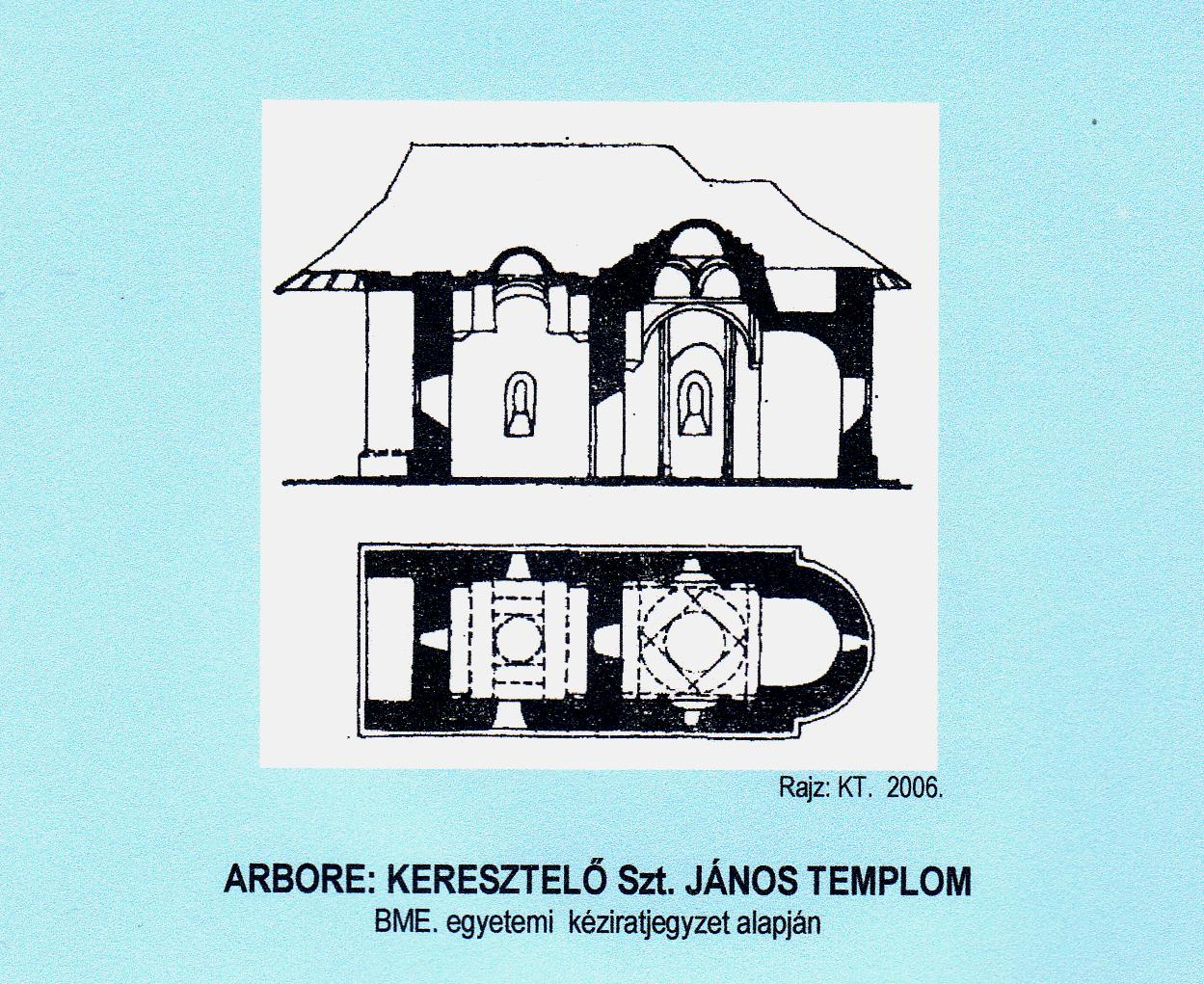
Rzut i przekrój cerkwi św. Jana Chrzciciela w Arbore, przednawie stanowi pomieszczenie po lewej

Przednawie (pronaos) – w architekturze bizantyńskiej wyodrębnione pomieszczenie w cerkwi poprzedzające nawę, a poprzedzone niekiedy przedsionkiem; wykształcone z narteksu. Oddzielone od nawy ścianą z pojedynczym przejściem. Służące jako babiniec.